# Pédagogie
Ne doit pas être confondu avec Andragogie.
 (août 2007).

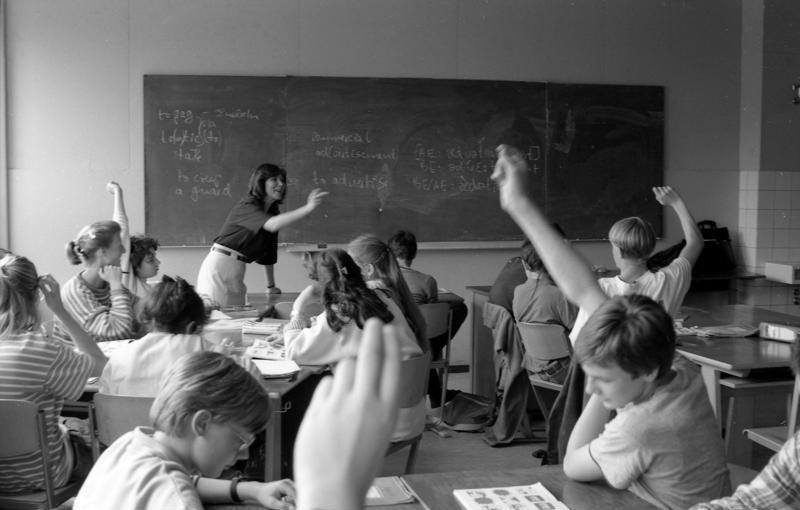
Cours d'anglais au gymnasium de Bonn (Allemagne) en 1988.

La pédagogie (du grec παιδαγωγία / paidagôgía, direction ou éducation des enfants) est l'art d'enseigner. Le terme rassemble les méthodes et pratiques d'enseignement requises pour transmettre un savoir (connaissances), un savoir-faire (compétences), un savoir-penser (capacités de réflexion, métacognition, auto-feed-back) et un savoir-être (attitudes).
Plus généralement, l'expression « faire preuve de pédagogie » signifie l'aptitude à enseigner et à transmettre à un individu ou un groupe d'individus — de tous âges et de toutes conditions — un savoir ou une expérience par l'usage des méthodes les plus adaptées à l'audience concernée. La pédagogie implique l'ensemble des comportements de l'enseignant, ou de l’éducateur, envers les élèves.

## Généralités

### Définitions
Le mot « pédagogie » dérive du grec παιδαγωγία / paidagôgía, de παιδός / paidόs, « enfant », et ἄγω / ágô, « conduire, mener, accompagner, élever ». Dans l'Antiquité, le pédagogue était un esclave qui accompagnait l'enfant à l'école, portait ses affaires, mais aussi lui faisait réciter ses leçons et faire ses devoirs. « Pédagogie » est un mot remontant à 1495 d'après le dictionnaire Le Robert. L'Académie française l'intègre à la quatrième édition de son dictionnaire, paru en 1762.
Ferdinand Buisson, qui fut inspecteur général de l'instruction publique, donne cette définition : « science de l'éducation, tant physique qu'intellectuelle et morale » (Dictionnaire de pédagogie, 1887, col. 2 238 a).
Selon Émile Durkheim, la pédagogie est une « réflexion appliquée aussi méthodiquement que possible aux choses de l'éducation » (L'évolution pédagogique en France, Paris, PUF, 1938, p. 10). « L'éducation est l'action exercée par les générations adultes sur celles qui ne sont pas encore mûres pour la vie sociale. Elle a pour objectif de susciter et de développer chez l'enfant un certain nombre d'états physiques, intellectuels et mentaux que réclament de lui et la société politique dans son ensemble et le milieu social auquel il est particulièrement destiné ». Pour É. Durkheim « la pédagogie est une théorie pratique », comme la médecine ou la politique. La pédagogie est à la fois une théorie et une pratique : une théorie ayant pour objet de réfléchir sur les systèmes et sur les procédés d'éducation, en vue d'en apprécier la valeur et, par là, d'éclairer et de diriger l'action des éducateurs.
Pour Françoise Clerc, la pédagogie est « l'ensemble des savoirs scientifiques et pratiques, des compétences relationnelles et sociales qui sont mobilisées pour concevoir et mettre en œuvre des stratégies d'enseignement ».
Franc Morandi considère que la pédagogie signifie « étude et mise en œuvre des conditions d'apprendre ».
Quelles différences entre pédagogie et didactique ? « Pédagogique réfère plus à l'enfant et didactique plus à l'enseignement, en raison de leurs étymologies respectives ». D'autre part, la pédagogie est généraliste, tandis que la didactique est spécifique, elle concerne telle ou telle discipline (« didactique des mathématiques », « didactique du français langue étrangère »…) : la didactique porte sur l'enseignement d'un contenu particulier. « La didactique fait l'hypothèse que la spécificité des contenus est déterminante dans l'appropriation des connaissances, tandis que la pédagogie porte son attention sur les relations entre l'enseignant et les élèves, et entre les élèves eux-mêmes ». Selon Marguerite Altet, « L'enseignement couvre donc deux champs de pratiques :
1. celui de la gestion de l'information, de la structuration du savoir par l'enseignant et de leur appropriation par l'apprenant, domaine de la Didactique ;
2. celui du traitement et de la transformation de l'Information en Savoir par la pratique relationnelle et l'action de l'enseignant en classe (en), par l'organisation de situations pédagogiques pour l'apprenant, c'est le domaine de la Pédagogie ».

### Notions
Dans l'histoire de la pédagogie, il faudrait distinguer méthodes, systèmes, mouvements, démarches, dispositifs, modèles, approches, pratiques.

#### Contrat
Le contrat pédagogique est une notion introduite pour signifier que l'enseignement ne peut produire ses fruits que s'il y a accord entre l'enseigné et l'enseignant sur les objectifs mêmes de la formation ; les comportements attendus des enseignants et enseignés ressortant, eux, du contrat didactique.

#### Démarche
Les démarches pédagogiques sont des attitudes méthodologiques et progressives de pensée insistant soit sur les phases, les moments d'un travail, soit sur les formes, les aspects d'un objet de recherche, en matière d'enseignement. Par exemple, l'approche ou démarche expérimentale se déroule en au moins trois phases (observation, hypothèse, contrôle) et se concentre sur au moins deux points (la reproduction du phénomène, la modification des variables). On peut citer les démarches comparative, déductive, historique, scientifique, transversale, complexe, innovante, analytique, systémique, que l'on trouve autant chez les élèves que chez les professeurs ou les pédagogues.

#### Dispositif
Les dispositifs pédagogiques sont des structures administratives, des agencements au sein du système éducatif, en lieux, personnels, finances, règlements, matériels. Comme exemples en France, on peut citer les zones d'éducation prioritaire (ZEP, 1981), l'organisation de l'école primaire en trois cycles (loi Lionel Jospin, 1989), le socle commun de connaissances et de compétences (Gilles de Robien, 2006), les stages de remise à niveau (Xavier Darcos, 2008), la prévention du piratage informatique (Christine Albanel, 2009), le dispositif d'évaluation des acquis des élèves en CE1 et CM2 (2009).

#### Doctrine
Les doctrines pédagogiques, sont de grands ensembles théoriques, complexes, mêlant théories et procédures. Ce sont des philosophies, des visions du monde, des idéologies. Elles supposent, clairement identifiées, une psychologie de l'enfant, une philosophie de l'éducation, une sociologie de l'institution scolaire ou universitaire. Les principes comptent. Dès La République de Platon, on trouve des doctrines. On peut considérer comme doctrines pédagogiques la pédagogie traditionnelle, la pédagogie négative (Jean-Jacques Rousseau) ou non directive (Carl R. Rogers, 1969), la pédagogie soviétique (Anton Makarenko, 1917), l'Éducation nouvelle (dont Freinet), la pédagogie Steiner-Waldorf.

#### Méthode
Les méthodes pédagogiques consistent en des règles et des procédés pour mettre en œuvre un enseignement du maître ou un apprentissage de l'élève, de façon théorique ou pratique. On s'en sert pour gérer, expliquer, découvrir, évaluer. Les réalisations comptent plus que les principes. En ce sens, la maïeutique de Socrate (dite méthode interrogative), la pédagogie de projet (project-based learning), la pédagogie de contrat, la pédagogie différenciée, l'enseignement programmé (Burrhus F. Skinner, 1958), la pédagogie par objectifs, la pédagogie par situation-problème (problem-based learning), l'enseignement assisté par ordinateur sont des méthodes pédagogiques.

#### Modèle
Les modèles pédagogiques sont des types, des références, des idéaux, des principes utilisés dans l'acte pédagogique, plutôt que des professeurs idéalisés ou des recettes d'enseignement toutes faites, prêtes à être utilisées. Marcel Lesne (1977) cite : transmission, incitation, appropriation. Jean-Pierre Astolfi (1992) : empreinte, conditionnement, construction. Franc Morandi (1997) : tradition, pédagogies actives, maîtrise, différenciation, autonomisation. Selon Labédie et Amossé : transmission (pédagogie traditionnelle), stimulus-réponse (pédagogie béhavioriste), construction (pédagogie active), socio-construction, métacognition.

#### Mouvement
Les mouvements pédagogiques sont des « organisations militantes, inspirées par une idéologie éducative novatrice, regroupant des enseignants mus par le même idéal ». Exemples : le Groupe français d'éducation nouvelle (1921, Paul Langevin et Henri Wallon), l'Institut coopératif pour l'école moderne (1948, inspiré de Freinet).

#### Notion
Les notions pédagogiques sont des concepts, idées, représentations, des objets abstraits de connaissance. Exemples : apprentissage, autoformation, compétence, écriture, éducabilité, entraînement, imitation, métacognition, règlement intérieur, rythmes scolaires. Organisées, les notions forment des théories.

#### Pratique
Les pratiques pédagogiques concernent les activités volontaires à but éducatif. Elles couvrent un champ très large : les consignes, les tâches et les activités, les interactions, les rituels et routines, les notations et évaluations, les stimulations, les supports d'activité (comme l'usage de l'ardoise, le recours à l'ordinateur, l'utilisation de la voix)…

#### Style / profil
Les styles (ou profils) pédagogiques sont les attitudes du maître qui enseigne. Jerome Bruner, le premier (en 1956), y a prêté attention, chez l'élève. Il y a les pédagogies formelles (structurées) ou informelles (souples), directives (autoritaires) ou non directives (démocratiques ou permissives)... On distingue habituellement les styles transmissif (le maître dispense des savoirs), appropriatif (le maître aide l'élève à construire son savoir), modélisant (l'élève reproduit ou imite un modèle, ou bien il élabore une représentation formelle). Marguerite Altet distingue ces « styles didactiques » : expositif (information, organisation, gestion), interrogatif (interrogation, évaluation), incitatif (stimulation), animateur (guidance), guide (guidance, régulation), mixte-flexible. Aux styles d'enseignement des maîtres sont mis en parallèle les styles d'apprentissage des élèves : visuel ou auditif ou kinesthésique, réfléchi ou impulsif…

#### Théorie
Les théories pédagogiques forment chacune un ensemble cohérent de notions. Une théorie pédagogique est supposée expliquer ce qu'est l'éducation, l'apprentissage, l'instruction, l'élève, l'enseignant, le savoir scolaire. Par exemple, la théorie constructiviste de Jean Piaget avance de nombreuses notions : stade, assimilation, accommodation, invariance des quantités physiques… (mais Piaget refuse d'être pris pour un pédagogue, il est psychologue). Parmi les théories pédagogiques on trouve : le traditionalisme (Étienne Gilson, 1954 ; Alain Finkielkraut, 1988), le marxisme soviétique (Anton Makarenko, 1917), le béhaviorisme (John B. Watson, 1925), le constructivisme (Jean Piaget, 1923), le socio-constructivisme (Lev Vygotski, 1934), le spiritualisme (Abraham Maslow, Jiddu Krishnamurti), la théorie de la reproduction de Pierre Bourdieu (1970), le cognitivisme (Robert Mills Gagné, 1976),. Une théorie combine des notions, et si des théories se combinent elles forment une doctrine.

## Histoire
Préalablement, il faut rappeler que les normes pédagogiques sont ancrées dans l'histoire et donc historiquement situées. Chaque époque contient des débats sur ce qu'il faut enseigner (valeurs, connaissances…) et comment les enseigner.

### Précurseurs
L'humanisme de la Renaissance voit naître quelques précurseurs de la pédagogie, dont Érasme.
En territoire germanique, Martin Luther est un initiateur fondamental de l'enseignement moderne : ses motivations puisent leur source au cœur même de sa théologie, mais aussi dans le contexte religieux, économique et social de son temps. Le Réformateur implique l'ensemble du tissu social dans cette mission éducative.
En France Rabelais propose un idéal du dépassement de soi. Il décrit à la fin de Gargantua (1534) une abbaye utopique, l'abbaye de Thélème. Rabelais, moine de son état, connaît bien la vie monacale, et dans la description de cette abbaye fictive il expose son idée d'une abbaye humaniste où de beaux jeunes gens, des deux sexes, viendraient étudier dans un cadre de vie idéal. L'accent est alors mis sur l'aspect moral, plutôt que religieux. On réaffirme l'importance de l'éducation physique.
À la même époque (1547), Ignace de Loyola donne à l'ordre qu'il fonde une vocation d'enseignement sur la base du nouveau programme d'enseignement, le Ratio Studiorum. Les collèges qui seront ouverts par les Jésuites en Italie, en France (collège de Clermont à Paris, collège de La Flèche, où Descartes fait ses études, collège de Mauriac et de Billom en Auvergne, etc.), puis progressivement dans toute l'Europe, sont le modèle de l'enseignement secondaire des lycées du XIXe siècle.

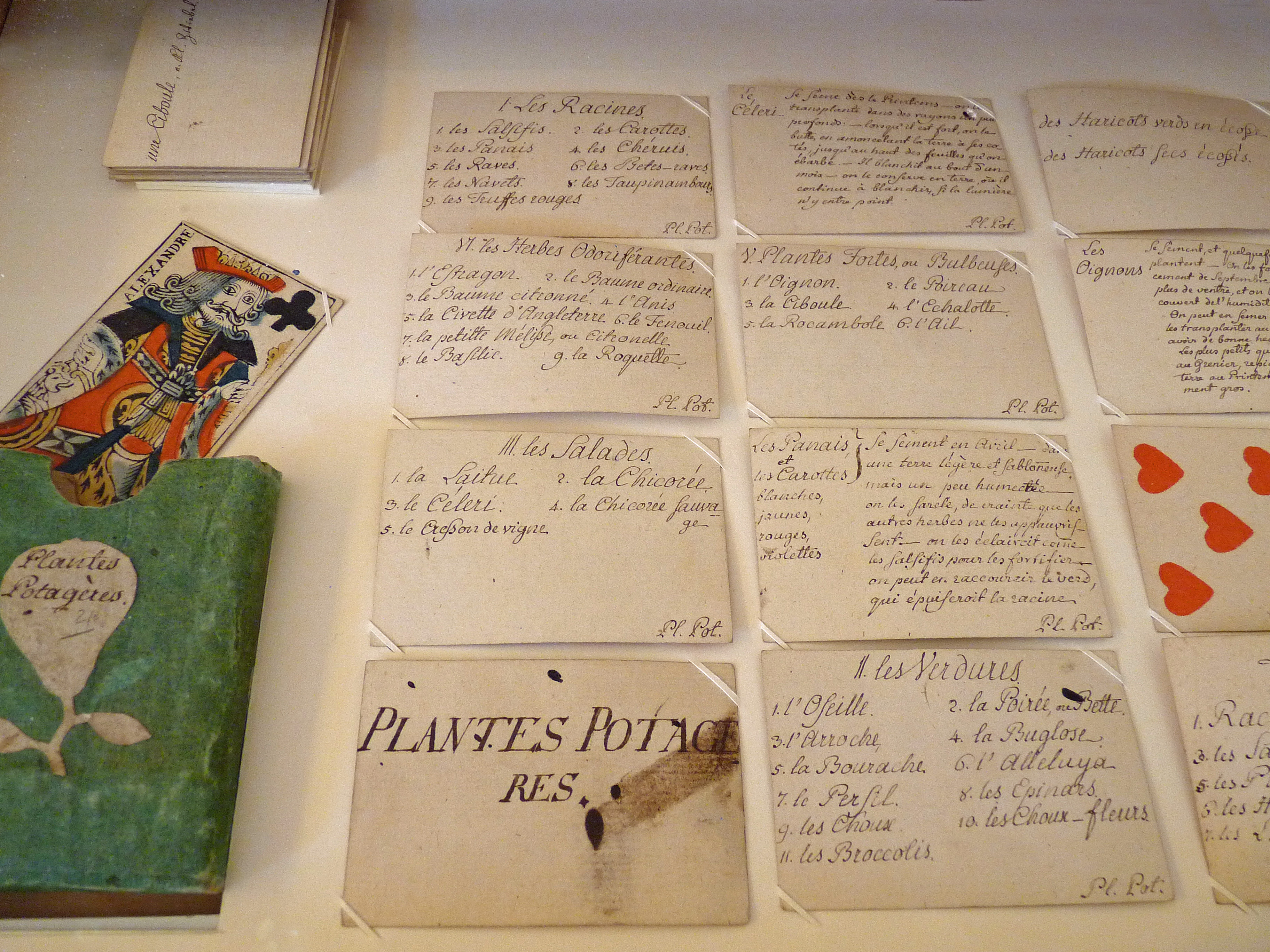
Fiches botaniques conçues sous forme de cartes à jouer par le pasteur Oberlin au XVIIIe siècle.

Pour le tchèque Comenius, la pédagogie doit être utile et pour tous.
Au XVIIe siècle, Jean-Baptiste de La Salle fonde un ordre laïc pour enseigner gratuitement dans les écoles de village. Il rédige pour les maîtres un traité de civilité à l'usage des enfants des deux sexes, et un programme d'études, la Conduite des écoles chrétiennes, qui sert de base à l'organisation de l'enseignement primaire jusqu'au début du XXe siècle.
Au XVIIIe siècle, on revient contre l'enfermement. On veut former les jeunes au monde contemporain.

### Doctrine pédagogique de Jean-Jacques Rousseau
En 1762, Rousseau écrit Émile ou De l'éducation. Le sujet en est « l'art de former les hommes » (préface). Rousseau énonce dans cette œuvre son principe : l'enfant naît bon et c'est la société qui le corrompt. Selon lui, il est nécessaire que l'enfant ait envie d'apprendre et qu'il ait connaissance d'un métier manuel, chose très rare chez les nobles de cette époque. L'ouvrage est condamné par le Parlement, en particulier à cause de la Profession de foi du vicaire savoyard. Ce programme pédagogique idéal offre une vision novatrice de l'enfance.
En Suisse, Johann Heinrich Pestalozzi (1746-1827) s'inspire de ces théories pour fonder son école. Il souhaite aider l'enfant dans la vie réelle, mais en la différenciant suivant les classes sociales. Pour lui, la famille est le meilleur milieu éducatif.

### XIXesiècle
En Allemagne : Paul Natorp et Georg Kerschensteiner.
Chaque individu doit se former à une fonction déterminée. La communauté doit développer la solidarité, l'instruction civique le respect de l'autorité, et le sentiment patriotique.
En Angleterre : Robert Owen. Le choix des professeurs se fait sur leur capacité à éveiller la curiosité des enfants, leur patience, leur amour de l'enfant.
En France : Joseph Jacotot remet en cause l'apprentissage triangulaire (enseignant-enseigné-savoir) en introduisant l'ignorance qui permet de rétablir le principe révolutionnaire de l'égalité, base de l'émancipation.

### XXesiècle
Au XXe siècle, la notion de pédagogie change. La pédagogie devient une pratique, un ensemble de méthodes. Les pédagogues s'efforcent d'utiliser des éléments de psychologie, c'est notamment l'éclosion du mouvement de l'Éducation nouvelle qui considère l'éducation comme un acte global de construction de la personne et non comme une simple retransmission de connaissances.
En Europe occidentale, on prend en compte l'enfant. En URSS, c'est la dimension sociale.
En Allemagne, les écoles Steiner-Waldorf développent une pédagogie alternative basé sur anthroposophie. Les élèves y apprennent savoirs et savoir-faire dans l'ordre historique où l'humanité a créé ces savoirs. L'apprentissage de l'écriture intervient plus tard que dans l'enseignement standard de ce fait : la phase historique de l'humanité étant relativement récente, l'oral est d'abord privilégié. La musique, le dessin, la danse, les arts en général sont très présents et les enseignements sont toujours présentés en lien les uns avec les autres. Par exemple, les fractions sont vues par le prisme des mathématiciens et philosophes grecs, de la tensions des cordes et des rapports de notes obtenues. Dans le système standard, après 1945, c'est un enseignement plus proche des concepts de Rousseau qui est mis en œuvre.
Aux États-Unis, avec John Dewey, elle est pragmatique, expérimentale, volontariste et socialisante. Dewey est, dès 1900, à l'origine de l'Éducation nouvelle (pédagogie active, écoute des besoins de l'enfant, projet, apprendre en faisant…).
La médecine vient aider la pédagogie. Médecin elle-même, Maria Montessori, à Rome, 1907, avec sa Casei dei bambini, crée la méthode portant son nom pour influencer la psychologie sensori-motrice des écoles maternelles.
En France, dès 1918, Adolphe Ferrière, Célestin Freinet, en Belgique Ovide Decroly, instaurent l'Éducation nouvelle, inspirée de John Dewey, où l'enfant est actif, social. L'inspecteur Roger Cousinet propose « une méthode de travail libre par groupes » (1943), effectif : observations, collections, travaux manuels, classement des connaissances acquises ; il cherche à établir un climat de confiance et de compréhension réciproque. En 1933, en Algérie, Mohand Said Lechani publie et expérimente une méthode de lecture pour ses élèves autochtones de la casbah d'Alger s'inspirant des principes de l'Éducation nouvelle, liant intimement la lecture, le langage et l'écriture.
De nos jours, le sens de pédagogie renvoie davantage à la manière dont va se faire la formation d'un enfant qu'au contenu proprement dit de cette formation. Il s'agit tantôt des processus mis en œuvre dans l'acquisition de connaissances, tantôt de l'attitude et de l'action du pédagogue, de celui qui accompagne. C'est à partir de ces conceptions que se comprennent et se classent les différents courants de pédagogies. En ce sens, il s'agit des techniques mises en œuvre dans une action formative ou d'enseignement. Le mot technique englobant ici l'usage que le pédagogue fait de son premier outil : lui-même.
À partir de là, les principales voies qui s'ouvrent à l'élaboration d'une pédagogie sont de distinguer les savoirs instruits à un élève des savoirs construits par une personne. Les savoirs instruits sont reliés à la notion d'enseignement, alors que les savoirs construits font appel à l'autonomie de l'enfant. En ce sens, la pédagogie n'est pas uniquement l'œuvre de l'enseignant. Elle serait plutôt l'ensemble des moyens – consciemment mis en œuvre ou non – de la communauté éducative - les coéducateurs. Ainsi, la famille, l'école, les centres de loisirs, les clubs, sont autant de sphères où l'enfant fréquente des « pédagogues ». C'est le débat qu'a lancé l'équipe des « Carrefours de l'éducation », à Perpignan, en octobre 2003.

### XXIesiècle: innovation ou nouveau courant pédagogique?
La notion d'innovation pédagogique n'est pas nouvelle. Elle prend un sens tout à fait nouveau avec la révolution numérique qui a redessiné le paysage socio-économique ainsi que les comportements individuels et collectifs. Les modalités d’apprentissage ont changé, les attentes des apprenants également. Dans ce contexte, le rôle, la place et la posture, de l’enseignant-formateur se redéfinit, et sa formation aussi.
De plus, les Serious games (jeux sérieux) s'inscrivent dans ce contexte de révolution numérique. Cela consiste à apprendre grâce à des jeux de simulations pédagogiques. Cet apprentissage permet d’acquérir de l’expérience par l'action, tout en profitant de l'aspect de simulation, qui instaure un contexte sûr. Les jeux permettent également d’évoluer dans un "cercle de sécurité" qui permet le droit à l’erreur.

### Pour une pédagogie hors de l'école?
Certains auteurs comme Ivan Illich (voir son ouvrage « La société sans école ») dénoncent le caractère institutionnel de l'école et affirment que le contexte naturel de la pédagogie doit reposer sur des « échanges entre égaux », pilotés par des éducateurs indépendants.

« L'école obligatoire, la scolarité prolongée, la course aux diplômes sont autant de faux progrès. Dévotions rituelles où la société de consommation se rend à elle-même son propre culte, où elle produit des élèves dociles prêts à obéir aux institutions, à consommer des programmes tous faits préparés par des autorités supposées compétentes. À tout cela il faut substituer une véritable éducation qui prépare à la vie dans la vie, qui donne le goût d'inventer et d'expérimenter. Il faut libérer la jeunesse de cette longue gestation scolaire qui la conforme au modèle officiel. (…) Plus de crédits démesurés aux institutions (scolaires ou autres). Que les moyens d'acquérir ou de transmettre un savoir soient mis en commun et librement accessibles à tous. Plus de maîtres à la fois gardiens de l'ordre établi, prédicateurs et thérapeutes. Mais des échanges entre « égaux », des éducateurs indépendants. »

## Types de pédagogie

### Les quatre types de pédagogies
À la limite, chaque pédagogue a sa pédagogie. Mais, selon Marguerite Altet, on classe habituellement les diverses pédagogies en trois ou quatre types, avec toujours les mêmes cinq éléments : l'apprenant, l'enseignant, le savoir, la communication, la situation, le tout ordonné vers une finalité (instruire ou éduquer, former... du côté du maître ; apprendre ou se socialiser, s'épanouir, s'autonomiser... du côté de l'élève).
- Les pédagogies traditionnelles sont centrées sur les savoirs constitués à transmettre et sur le maître (magistro-centrisme), qui enseigne. Elles fonctionnent à la transmission de contenus déjà structurés ou à l'empreinte, assimilation passive. On attend de l'élève réponses, performances, savoirs. On a là les diverses pédagogies défendues par les congrégations religieuses jusqu'au XIXe siècle (les jésuites, etc.) et les pédagogues transmissifs (Comenius, Alain[48], etc.).
- Les pédagogies actives sont centrées sur l'élève comme enfant (puéro-centrisme), un élève qui construit son savoir, s'approprie personnellement les connaissances et les procédures. C'est le mouvement pédagogique de l'Éducation nouvelle, avec la pédagogie fonctionnelle de John Dewey (1897)[49], l'école nouvelle d'Adolphe Ferrière (1899)[50], l'école nouvelle d'Ovide Decroly (1921)[51], la pédagogie coopérative de Célestin Freinet (1924), la pédagogie de la liberté de Roger Cousinet (1959)[52].
- Les pédagogies technologiques sont centrées sur l'élève en tant qu'apprenant et sur les moyens techniques, opératoires, d'acquérir effectivement des savoirs, savoir-faire, savoir-être (techno-centrisme), en temps voulu. Il s'agit de rendre l'élève actif en lui proposant un savoir programmé à découvrir ou à reconstruire. On obtient la pédagogie par objectifs (1935) qui articule objectif-méthode-évaluation-objectif dans une optique de rationalisation et d'efficacité. On trouve également l'enseignement programmé de B. F. Skinner (1958) à bases de récompenses, de « conditionnement opérant ».
- Les pédagogies socialisées sont centrées sur un enfant membre de la communauté sociale et sujet social (socio-centrisme). Elles entendent former un homme social, éduquer socialement. Ici figurent la pédagogie marxiste d'A. Makarenko (1917), la pédagogie institutionnelle de Fernand Oury (1963)[53], la pédagogie progressiste de G. Snyders (1976)[54].

Il existe également d'autres méthodes non présentes dans cette classification, telles les pédagogies cognitives. Ces pédagogies sont basées sur les recherches en psychologie cognitive, qu'elles utilisent afin de rendre l'enseignement plus efficace et/ou efficient. Elles utilisent notamment les recherches sur la mémoire, la méta-cognition et l'expertise pour déduire des méthodes et pratiques pédagogiques adaptées. parmi ces pédagogies, on trouve notamment la pédagogie explicite, et l'apprentissage multi-épisodique d'Alain Lieury.

### Mises au point, applications, variantes et nouvelles pédagogies

#### Pédagogie traditionnelle (1657)
« Comenius (en tchèque Jan Komensky) passe pour être le fondateur, le père de la pédagogie de la modernité ». Il composa sa Didactica Magna (Grande Didactique) entre 1628-1632, avec une édition complète en 1657. Il promet « un art universel de tout enseigner à tous ». Il avance diverses recommandations : enseigner dès le plus jeune âge, procéder « du général au particulier et du facile au plus difficile », « placer toute chose sous les sens, en faire apparaître l'utilité immédiate, suivre toujours la même méthode », « régler son enseignement sur les capacités des élèves », agir sur « le savoir », « le faire » et « le parler », rédiger des manuels correspondant aux matières enseignées dans chaque classe, n'enseigner que deux heures le matin (science ou art privilégié) et deux l'après-midi (histoire, puis exercices de style et de diction, travaux manuels) (le reste du temps : exercices physiques, travaux domestiques, préparation des devoirs), sanctionner par des examens publics…
La pédagogie traditionnelle est celle du modèle transmissif. Sur le triangle pédagogique de Jean Houssaye elle se situe du côté du savoir, elle privilégie ainsi la démarche didactique de l'enseignant.
Le terme de pédagogie traditionnelle est employé par ceux qui souhaitent s'en démarquer. On oppose alors la pédagogie traditionnelle à l'Éducation nouvelle ou moderne.
La pédagogie traditionnelle est celle du savoir, du modèle, de l'autorité, de l'effort, de l'individualisme et de la sanction.

#### Pédagogie négative (1762) et libertaire (1919)
L'éducation négative est prônée par Jean-Jacques Rousseau dans son roman pédagogique L'Émile (1762).
1. Rousseau recommande de laisser « agir la nature » (p. 179, 158), il est pour le développement spontané (contre les influences sociales).
2. L'enfant doit découvrir que les objets de la nature obéissent à la nécessité, c'est l'éducation par les choses (plutôt que par les livres).
3. Il faut privilégier le développement des sens (avant celui de la raison) (p. 207, 816) et ne pas hâter les initiations (p. 271, 889).
4. Dans cette éducation, il y a absence de punitions (à remplacer par des sanctions naturelles). Si Émile casse un carreau de la fenêtre de sa chambre, on ne le gronde pas, il aura froid !
5. Rousseau admet une certaine permissivité et oisiveté : « gouverner sans préceptes et tout faire en ne faisant rien » (p. 198).
6. Surtout, l'éducation négative assure la protection contre le vice plutôt que l'instruction.

« Je ne redirai jamais assez que la bonne éducation doit être négative. Empêchez les vices de naître, vous aurez fait pour la vertu ».
Parmi les prédécesseurs de Rousseau, on peut noter le Socrate de Platon (la maïeutique) et le traité De Magistro de saint Augustin, qui montre, par une théorie du langage, comme le maître ne peut qu'indiquer la vérité qui est déjà dans l'élève. Montaigne aussi est pour la liberté, contre l'endoctrinement, le bourrage de crâne.
En 1919 commence en Allemagne l'expérience des écoles libertaires de Hambourg, dans le quartier d'Altona : le directeur, Heinrich Siemss, recommande l'abolition du rapport autoritaire entre maître et élève, le dessin libre, la facilité pour sortir de l'école en promenades scolaires, le matériel scolaire abondant et spécialisé. Alexander Neill (1921) favorise liberté et auto-éducation. Carl Rogers se fait le théoricien de la non-directivité (1969).

#### Pédagogie Montessori (1907)

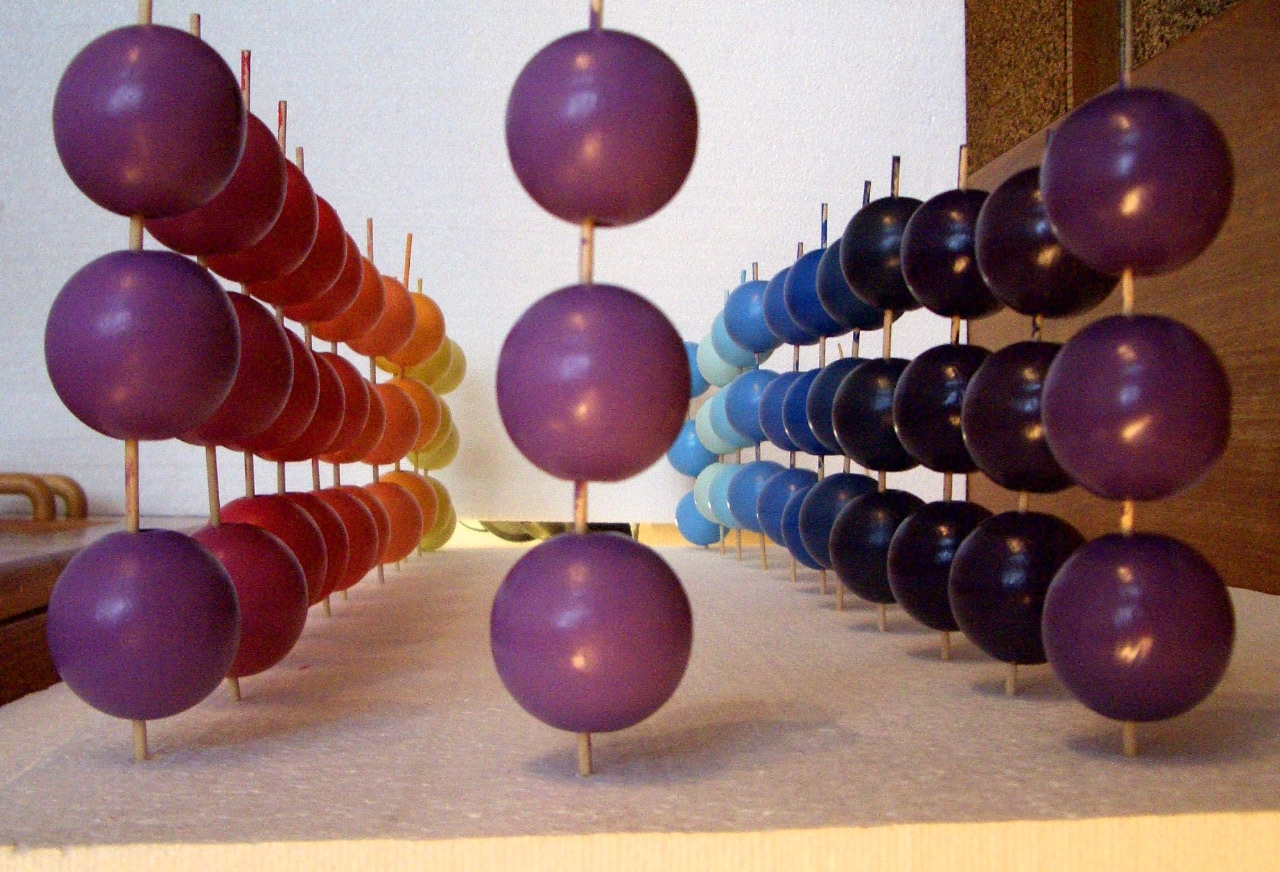
Matériel Montessori.

La pédagogie Montessori est une méthode d'éducation créée en 1907 par Maria Montessori.

#### Pédagogie scolaire soviétique selon A. Makarenko (1917)
Anton Semionovitch Makarenko, instituteur en 1905, propose, dès 1917, une pédagogie conforme à la nouvelle société socialiste de l'U.R.S.S. Il fonde en 1920 une communauté de jeunes où il met en œuvre des pratiques pédagogiques ordonnées à la recréation chez l'individu de conduites sociales positives et fondées sur un principe d'éducation institutionnelle. Un moment limogé, puis réhabilité, Makarenko voit ses méthodes pédagogiques diffusées dans toute l'Union soviétique. Il est en accord avec l'idéologie collectiviste de la Révolution soviétique : formation d'un homme nouveau, primauté du collectif sur l'individu, organisation du travail productif. Il a écrit en 1935 un Poème pédagogique où il décrit l'histoire d'une colonie d'enfants criminels et vagabonds.

#### Pédagogie active (1918), dont Freinet (1924)
La pédagogie active a pour objectif de rendre l'apprenant acteur de ses apprentissages, afin qu'il construise ses savoirs à travers des situations de recherche. Pour Piaget, théoricien du constructivisme, « on ne connaît un objet qu’en agissant sur lui et en le transformant ».
La pédagogie active se réfère historiquement à Adolphe Ferrière qui, dès 1918, est parmi les premiers à utiliser l'appellation école active. En 1921, il crée la Ligue internationale pour l'éducation nouvelle. La pédagogie active est une des bases du courant d'Éducation nouvelle.
Freinet, dès 1924, est un autre acteur important de l'évolution des pratiques pédagogiques françaises. Il institue les promenades scolaires (1922), « la méthode nouvelle d'éducation populaire basée sur l'expression libre par l'imprimerie à l'école » (1924), la coopérative scolaire (1924), la correspondance inter-scolaire (1926), la publication de textes et de dessins d'enfants (1927), le dessin libre (1931), les fichiers autocorrectifs (1932), le tâtonnement expérimental (1943), etc. Freinet est engagé politiquement (pacifiste, marxiste, libertaire aussi), il est membre du parti communiste (de 1926 à 1948) ; ce militantisme a retardé sa reconnaissance officielle, venue en 1991, quand l'État achète son école de Vence. Il écrit en 1964 dans ses invariants pédagogiques :

« La voie normale de l’acquisition n’est nullement l’observation, l’explication et la démonstration, processus essentiel de l’École, mais le tâtonnement expérimental, démarche naturelle et universelle. »

« Les acquisitions ne se font pas comme l’on croit parfois, par l’étude des règles et des lois, mais par l’expérience. Étudier d’abord ces règles et ces lois, en français, en art, en mathématiques, en sciences, c’est placer la charrue devant les bœufs. »

#### Pédagogie de projet (1918)
Historiquement, la pédagogie de projet (project-based learning) remonte à William Heard Kilpatrick, en 1918, dans un article intitulé The Project Method. Mais l'idée revient au philosophe John Dewey, vers 1900.
La pédagogie de projet fait passer des apprentissages à travers la réalisation d'une production concrète.
Le projet peut être individuel (exposé, maquette) ou collectif (organisation d'une fête, voyage, spectacle). C'est une « entreprise qui permet à un collectif d'élèves de réaliser une production concrète, socialisable, en intégrant des savoirs nouveaux ».

#### Pédagogie Steiner-Waldorf (1919)

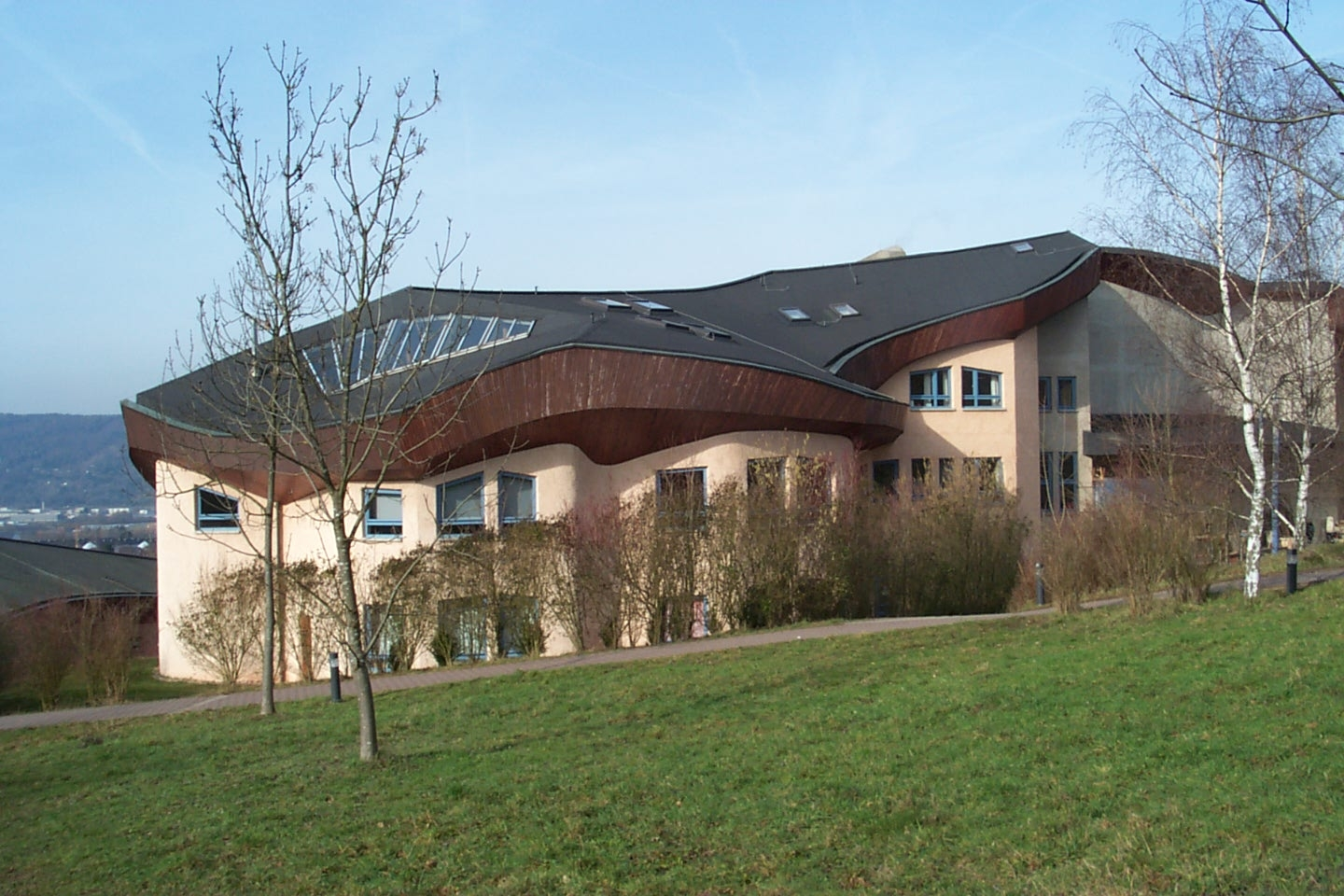
École Waldorf près de Trèves (Allemagne).

La Pédagogie Steiner-Waldorf, basée sur les théories éducatives de Rudolf Steiner (1861-1925), est une des applications les plus connues de l'anthroposophie fondée par celui-ci.
Cette pédagogie est pratiquée dans les écoles Steiner, écoles privées qui comptent environ 1 000 sites dans le monde, majoritairement en Amérique du Nord et en Europe, dont environ 200 en Allemagne.
Elles sont aussi connues sous le nom d'écoles Waldorf.

#### Pédagogie de groupe (1920)
On donne Roger Cousinet pour père de la pédagogie de groupe vers 1920, mais il faudrait remonter à John Dewey, vers 1900. Un Américain, Kurt Lewin, en 1939, a bien étudié la dynamique de groupe : la persuasion, les dominations et soumissions, les contagions mentales, le conformisme, la sympathie ou antipathie, l'apparition des leaders, les violences exprimées ou latentes contre le leader ou entre membres, les capacités du groupe à s'autogérer autour d'un but ou d'une tâche, les interactions multiples, les changements, la distribution des rôles; les rapports majorité/minorité, etc. Les groupes résultent soit de la division d'une classe en plusieurs sous-ensembles, soit de l'association d'élèves qui n'appartiennent pas habituellement à la même classe. Un groupe, en général, se compose de cinq ou six personnes, qui ont chacune une fonction particulière, complémentaire des autres personnes. Les regroupements peuvent être homogènes ou hétérogènes, aléatoires ou décidés par l'enseignant. On distingue les groupes de niveaux, de besoins, d'affinité, de compétition, etc. Les techniques de groupes d'apprentissage sont diverses : brain-storming (remue-méninges), panel (discussion), Phillips 6.6. (six personnes, six minutes), intergroupes (nouveaux regroupements des membres des équipes précédentes)…

#### Pédagogie socio-constructiviste (1934) et de la motivation
Le socio-constructivisme repose sur l'idée selon laquelle l'acquisition de connaissances durables est favorisée par la prise en compte du champ social dans laquelle elle est située. Cette théorie a été développée par Lev Vygotski en 1934. Il s'appuyait sur le constructivisme de Piaget, élaboré dès 1923. En un autre sens, toutefois, on peut dire que Lev Vygotski, par exemple dans Pensée et langage (Chapitres 2 & 4 en particulier) propose une critique de la pensée piagétienne. Il cherche à montrer en effet que certaines acquisitions (de façon exemplaire: celle du langage) résultent du croisement de deux lignes de développement. L'une correspond bien à ce que décrit le développementalisme de Piaget: un individu s'adapte à un changement en s'accommodant à cette nouveauté (accommodation) d'une manière qui introduit des différences dans les schémas cognitifs dont il était auparavant porteur (assimilation). La seconde, elle, est de nature différente: elle consiste, selon Lev Vygotski, en l'influence positive que des individus plus âgés ou plus expérimentés (aînés, adultes, moniteurs, etc) exercent sur l'individu en cours de formation. Cette seconde voie de l'apprentissage consiste dans les effets des pressions sociales et culturelles, extérieures et, par exemple, scolaires, sur le développement individuel.
La motivation à l'acquisition des connaissances est démultipliée par le fait d'avoir à gérer des relations sociales: rapports conflictuels, par exemple, dont la résolution va de pair avec la résolution du problème cognitif. Ainsi, le fait d'avoir à confronter les points de vue entre deux personnes qui partent de conceptions a priori opposées favorise l'émergence d'un processus de négociation sur le plan cognitif, mais aussi relationnel, et à l'issue de ce processus, les acteurs du conflit s'approprient véritablement une solution élaborée en commun.
La motivation sociale apparaît, donc comme un puissant stimulant de la motivation cognitive.

#### Pédagogie par objectifs (1935)
Historiquement, cette pédagogie (PPO) a pour fondateur Ralph Tyler (1935),. Tyler a été suivi par Benjamin Bloom. S’inspirant des travaux de Ralph Tyler, il considérait que ce qui importait dans l’enseignement était non pas de comparer les résultats des étudiants mais d’aider ceux-ci à atteindre les objectifs des programmes qu’ils suivaient. Le fait d’atteindre ces objectifs était le principal. Il fallait axer le processus pédagogique sur la conception de tâches permettant de conduire l’étudiant, lentement mais sûrement, vers la réalisation des objectifs correspondant à son programme d’études. L’ouvrage de Benjamin Bloom, Apprendre pour maîtriser, est un panégyrique d’une telle conception.
Née à une époque où le taylorisme s'accompagnait d'une montée en puissance du behaviorisme, ce type de pédagogie vise avant tout à définir des objectifs de formation facilement quantifiables et observables, le but de ces objectifs étant d'adapter l'homme aux besoins et valeurs de la société, vérifiables par des comportements attendus, et non pas de chercher à élever son niveau de conscience. La pédagogie par objectifs se veut rationnellement construite et immédiatement évaluable sur des critères quantifiés. L'évaluation des résultats de l'apprenant y constitue le moyen de contrôle et de validation de la justesse des critères et moyens de la formation.
Elle permet aux partenaires en présence (formés, formateurs, et commanditaires de la formation) une vision très explicite des buts de la formation, qui peuvent être traduits sous une forme contractuelle. Cela facilite tant l'adhésion des futurs apprenants et commanditaires au contenu de la formation (le commanditaire pouvant négocier le contenu), que le rôle du formateur dans sa conception du cursus proposé. À l'inverse, elle présente des risques tels que coupure de la formation avec le contexte social de l'apprenant, élimination des valeurs humaines au profit d'un cadre dit rationnel, coupures de sens des apprentissages du fait de leur morcellement, et faible investissement intellectuel de l'apprenant dans un contexte balisé.
Initialement destiné en 1920 à enseigner aux États-Unis des gestes répétitifs simples dans des usines d'automobiles sur du travail à la chaîne, ce type de pédagogie s'est par la suite répandu en Europe, dans les années 1970, dans le cadre d'enseignement professionnel de type CAP. Dans le début des années 1980, il a gagné l'enseignement technique pour toucher à la fin de la même décennie, notamment en France et en Belgique, l'ensemble des enseignements dans des voies plus générales, dans le primaire, les collèges et lycées. Par ailleurs, après avoir un moment été remis en cause pour les actions de formation permanente, il a retrouvé une place de choix dans les actions visant le couple formation/emploi.
Robert Mager a codifié la pédagogie par objectifs : Comment définir des objectifs pédagogiques ? (1962), trad., Dunod, coll. Psycho, 2005.
Notons également Daniel Hameline, Les objectifs pédagogiques.

#### Pédagogie Reggio Emilia (1940)
La pédagogie Reggio est une pédagogie, à l'origine pour le préscolaire, développée au cours des années 1960 par Loris Malaguzzi dans la ville de Reggio d'Émilie. Cette expérience sera le fruit d'un travail commencé dans cette même commune au cours des années 1940 et repose sur les connaissances et les théories du développement de l'enfant selon Piaget, Bruner et Watzlawick.

#### Pédagogie du dehors (1950)
La pédagogie du dehors est une pédagogie créée au Danemark par Ella Flatau vers 1950. Cette pédagogie où les enfants apprennent à l'extérieur leur permet tout d'abord de mieux connaitre leur corps ainsi que la nature mais aussi d'apprendre grâce à des éléments concrets de la nature.

#### Pédagogie archétypale (1956)

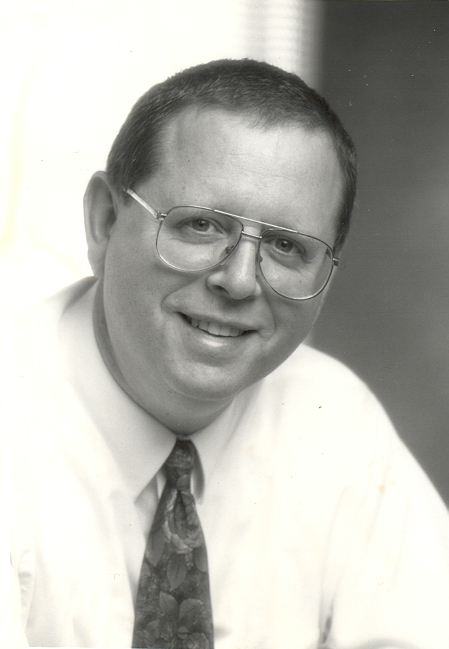
Clifford Mayes.

L'archetypal pedagogy, ou pédagogie archétypale, est une pédagogie fondée sur la psychologie analytique développée dès 1956 par Carl Gustav Jung (1875 - 1961), à partir de son recueil Psychologie et éducation, qui groupe des articles de 1916 à 1942, et des recherches sur l'application jungienne à la pédagogie. Ainsi peut-on situer une con-comitance entre les approches de la psychologie analytique et un intérêt pour l'éducation, chez les jungiens, dans les années 1960.
La pédagogie archétypale, sous cette dénomination stricte, a été mise en théorie aux États-Unis dans les années 2000, par Clifford Mayes, Docteur et Professeur en sciences de l'éducation à la Brigham Young University, pédagogue jungien et chercheur en sciences de l'éducation.
Ce n'est qu'en 2007 et 2009 que Clifford Mayes dans Jung And Education: Elements Of An Archetypal Pedagogy, suivant la pensée de Jung[Quoi ?] :

« Notre problème éducatif souffre en somme de ne viser unilatéralement que l’enfant qu’il faut élever et de négliger aussi unilatéralement le fait que les éducateurs adultes n’ont pas été eux-mêmes éduqués. Après avoir terminé le cycle de ses études, chacun a l’impression d’en avoir fini avec l’éducation, d’être, en un mot, un adulte. Il ne peut certes en être autrement ; il faut qu’il soit fermement persuadé de sa compétence pour pouvoir affronter la lutte pour l’existence. Le doute et le sentiment d’incertitude le paralyseraient et l’entraveraient, ils enfouiraient la foi si nécessaire en sa propre autorité et le rendraient inapte à l’exercice de sa profession. On veut l’entendre dire qu’il connaît son affaire et qu’il en est sûr, et non qu’il doute de lui-même et de sa compétence. Le spécialiste est condamné de façon absolue à la compétence. Personne ne peut développer la « personnalité » qui n’en a pas lui-même. Et ce n’est pas l’enfant, c’est uniquement l’adulte qui peut atteindre à la personnalité comme fruit mûr d’une activité de vie orientée vers ce but. Car dans l’accès à la personnalité, il n’y a rien moins que le déploiement le meilleur possible de la totalité d’un être unique et particulier. On ne saurait prévoir le nombre infini de conditions qu’il faut remplir pour cela. Toute une vie humaine avec ses aspects biologique, social et psychique y est nécessaire. La personnalité, c’est la suprême réalisation des caractéristiques innées de l’être vivant particulier. La personnalité, c’est l’action du plus grand courage de vivre, de l’affirmation absolue de l’existant individuel et de l’adaptation la plus parfaite au donné universel avec la plus grande liberté possible de décision personnelle. Elever quelqu’un en vue de cela me semble n’être pas une petite affaire. C’est sans doute la tâche la plus haute que se soit donnée le monde moderne de l’esprit. »

#### Pédagogie documentaire (1958)
La pédagogie du « construire sa connaissance par les documents » vise plusieurs objectifs. Tout d’abord la pédagogie documentaire signifie l’autonomie de l’élève. En effet, l’élève n’attend pas qu’on lui délivre un savoir, il va lui-même se l’approprier en cherchant l’information dans des documents, et en la restituant selon ses attentes, ses besoins. La pédagogie documentaire vise également le développement de l’esprit critique de l’élève car apprendre avec des documents, c’est apprendre à valider l’information, apprendre à reconnaître la pertinence d’un document par rapport à une manne documentaire accrue avec le développement des technologies de l’information et de la communication. Enfin la pédagogie documentaire a pour objectif immédiat l’utilisation des outils d’un centre de ressources par l’élève, puisqu’avant de pouvoir apprendre avec des documents, il faut au préalable maîtriser les outils de recherche, par exemple le logiciel documentaire d’un établissement scolaire, ou un moteur de recherche sur internet.
La pédagogie documentaire vise ainsi l’acquisition d’une méthode de recherche documentaire.

#### Pédagogie explicite (1960)
Les premières formalisations de la Pédagogie explicite sont posées par S. Engelmann en 1960 à travers le Direct Instruction ; à partir de 1968 (et ce jusqu'en 1995), démarre aux États-Unis le projet Follow Through qui constitue une étude comparative de grande ampleur de neuf méthodes pédagogiques ; ce programme de recherche a montré que le Direct Instruction dépasse en efficacité les huit autres méthodes sur les trois points évalués : connaissances de base acquises, savoir-faire, estime de soi. En 1976, B. Rosenshine (professeur et chercheur en psychologie cognitive) décrit la pédagogie explicite. Les pratiques de la pédagogie explicite continuent d'être étudiées et évaluées par l'équipe de C. Gauthier (Université Laval, Québec). In fine, les principes de la pédagogie explicite découlent d'observations empiriques et d'études scientifiques issues d'études longitudinales et de méta-analyses de grande ampleur.
Les procédés utilisés dans le cadre d'une pédagogie explicite permettent en premier lieu de mettre le savoir au centre du dispositif de transmission des connaissances et des savoir-faire ; en d'autres termes, ces procédés ne conduisent pas à mettre l'enfant au centre du dispositif, comme c'est le cas dans les pédagogies constructivistes ; ni à mettre l'enseignant au centre, comme c'est généralement le cas dans les pédagogies traditionnelles.
En second lieu, la pédagogie explicite préconise la mise en œuvre de progressions précises et rigoureuses, qui partent toujours des notions les plus simples en allant vers les plus complexes.
En troisième lieu, cette pédagogie met en place une structure de leçons identiques, qui part d'un rappel des acquis, d'une courte phase de présentation de la notion et des objectifs attendus en fin de séance, suivie par un moment de pratique guidée, puis d'un temps de pratique autonome, enfin d'un bilan et d'un rappel des acquis ; par la suite, des révisions régulières et des évaluations viennent clore ce processus et permettent un maintien en mémoire à long terme. Enfin, l'objectif des leçons est de permettre la compréhension des notions abordées : au sein de la pédagogie explicite, la compréhension est considérée comme étant l'intégration de nouvelles connaissances et leur mise en réseau avec celles déjà en mémoire à long terme afin qu'elles soient disponibles à tout moment.

#### Pédagogie PNL

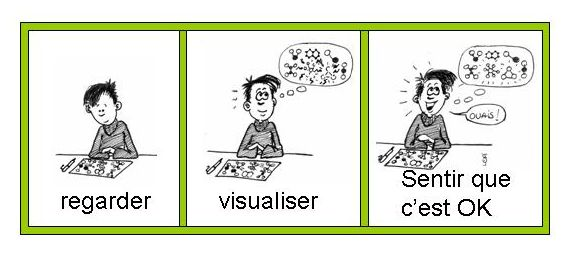
Un exemple de stratégie mentale étudiée par la programmation neuro-linguistique (dite « PNL ») : la stratégie de mémorisation d'une leçon.

La programmation neuro-linguistique (PNL) cherche à modéliser les compétences cognitives et relationnelles de gens de talent pour les transmettre à d'autres. Dans le domaine de la pédagogie, les intervenants en PNL ont observé des élèves brillants dans leur manière de procéder mentalement pour réaliser des tâches scolaires. Ils ont conclu que ceux-ci, face à une même tâche scolaire, réalisaient les mêmes opérations mentales. Par exemple pour la mémorisation de l'orthographe, visualiser le mot (c'est le « visuel remémoré ») puis le ressentir comme juste (« contrôle kinesthésique ») est un exemple de stratégie plus efficace que celle d'épeler auditivement. Les PNListes ont décodé cinq stratégies (outils mentaux) chez ces apprenants : comprendre, mémoriser, réfléchir, prononcer et transférer.
La spécificité de la pédagogie PNL repose sur l'expérimentation par les enfants, au travers de consignes et d'exercices très concrets, de comment apprendre à apprendre. Lorsque ces stratégies sont intégrées, les enfants sont invités à les utiliser dans toutes leurs leçons. Ces stratégies PNL d'apprentissage donnent également des indications aux enseignants sur la manière d'aborder les contenus.

#### Pédagogie institutionnelle (1963)
Issue de la pédagogie Freinet, la pédagogie institutionnelle a été fondée par Fernand Oury avec Aïda Vasquez dans les années 1950-1960. Ce courant pédagogique est fortement influencé par la psychanalyse, notamment par ses liens avec la psychothérapie institutionnelle.

#### Pédagogie différenciée (1963)
La recommandation de différencier ses enseignements remonte haut, surtout à Alexandre Carroll, « ingénieur technico-pédagogique », en 1963 aux États-Unis. Mais la terminologie et la volonté politique s'affichent en France surtout en 1973, avec Louis Legrand, qui essaie de la faire appliquer dans le secondaire en 1983. Il a publié La différenciation pédagogique, Paris, Scarabée, CEMEA, 1986, Les différenciations de la pédagogie, Paris, PUF, 1995.

« Le gros problème est de traiter dans un même établissement des élèves différents. On ne peut pas enseigner d'une façon commune à tous les élèves, même si on souhaite les scolariser ensemble pour leur formation civique et morale. C'est dans ce sens que l'on a travaillé sur la pédagogie différenciée, en s'inspirant beaucoup de la pédagogie de maîtrise issue des États-Unis, qui consiste, à partir de programmes identiques, à traiter les élèves en fonction de leurs besoins. »

La pédagogie différenciée part du constat que dans une classe, un professeur doit enseigner à des élèves ou des étudiants ayant des capacités et des modes d'apprentissages très différents. Elle tente de donner une réponse à cette hétérogénéité des classes par des pratiques adaptant à chaque élève les programmes d'étude, l'enseignement et le milieu scolaire. Bien souvent, l'enseignant ne va plus être le centre de la classe mais va mettre l'enfant ou l'activité au centre.

#### Pédagogie par résolution de problèmes (1969): P.R.S.
Historiquement l'apprentissage par problèmes (APP) (en anglais problem-based learning) est inaugurée en 1969 à la MacMaster University. Les apprenants, regroupés par équipes, travaillent ensemble à résoudre un problème généralement proposé par l'enseignant, problème pour lequel ils n'ont reçu aucune formation particulière, de façon à faire des apprentissages de contenu et à développer des compétences de résolution de problèmes. La tâche de l'équipe est habituellement d'expliquer les phénomènes sous-jacents au problème et de tenter de le résoudre dans un processus non linéaire. La démarche est guidée par l'enseignant qui joue un rôle de facilitateur ou médiateur.

#### Pédagogie de la gestion mentale (1980)
La pédagogie de la gestion mentale est issue des travaux d’Antoine de la Garanderie.
Le parcours personnel de ce philosophe humaniste l’a convaincu que chaque enfant a en lui les moyens de sa réussite. Par un dialogue pédagogique, le pédagogue accompagne l’enfant dans une découverte de lui-même. Il l’interroge sur la façon dont il a fait « dans sa tête » afin de lui permettre de prendre conscience des moyens mentaux qu’il utilise pour réussir une tâche (évocations visuelles, auditives, part de l’espace, du temps ou du mouvement dans les évocations, projets de sens). L’enfant pourra ensuite réutiliser ces moyens dans les domaines où il a des difficultés. La pédagogie de la Gestion mentale est une pédagogie de la réussite : il s’agit de transférer les moyens de la réussite sur l’échec.

#### Pédagogie spiralaire
Cette pédagogie, à l'image d'une spirale, revient sur des notions similaires mais en approfondissant ces notions à chaque passage.

#### Pédagogie par le clown
Le regard décalé, voire en contrepoint, du personnage du clown peut être utilisé comme levier afin de favoriser l'apprentissage. Le rapport du clown à l'échec ou à l'erreur, à l'émerveillement, à l'imaginaire ou encore à la sortie du cadre sont autant de moyens et de techniques permettant, dans certaines conditions, d'apporter des connaissances, de faire passer des notions d'une façon originale et souvent ludique. La compagnie de théâtre clownesque L'Île logique utilise et promeut cette méthode pour vulgariser les sciences théoriques et spécifiquement les mathématiques depuis 2006 par exemple.

#### Pédagogie coopérative
Une méthode d'éducation active, ou chacun apprend par les autres, avec les autres et pour les autres. L'enseignant est à la fois animateur et gestionnaire des relations, des projets d'activités et des apprentissages.

#### Pédagogie des défis
La pédagogie des défis part d'une problématique concrète exprimée par une partie prenante (entreprise, administration, organisation), cette problématique est prise en charge par des équipes défis qui s'auto-organisent dans le principe de réponse, les méthodologies, les modalités d'animation et de prototypage des solutions.

#### Pédagogie de la décision
Les pédagogies de la décision s'inspirent des « pédagogies autogestionnaires » et de la pédagogie institutionnelle. Jean Houssaye invente la pédagogie de la décision au cours des années 1990 après avoir expérimenté pendant deux décennies. À l'image de F. Oury et de J. Korczak, les pédagogies de la décision sont nées dans les colonies de vacances puis se développent dans la formation, l'enseignement, le travail social et l'animation socio-culturelle.
Ce sont les travaux de Jean-Marie Bataille et de Jean-Michel Bocquet,, qui structurent scientifiquement les pédagogies de la décision : tant sur le volet historique que sur les effets produits par ces pédagogies.
De manière rapide, les pédagogies de la décision se voient nommées « pdld ».

## La pédagogie par le numérique
Internet peut être utilisé dans l'enseignement en rendant possible un processus de reconnaissance éthique et politique dans lequel le bon citoyen est appelé à jouer un rôle des plus actifs globalement aussi bien que localement. De plus en plus, et ce phénomène a été accentué par les périodes de confinements de 2020 et 2021, la pédagogie est en ligne. Nous avons assisté à un accroissement très rapide du e-learning et du Digital Learning, formes de pédagogies en ligne qui peuvent être totalement en ligne ou partiellement sur le web et en présentiel. Le monde de la pédagogie et plus généralement de la formation est bouleversé par le "tsunami numérique" et doit s'adapter.
L'arrivée dans les salles de classe d'outils tels que des tableaux numériques reliés à des vidéoprojecteurs permet aux enseignants de projeter des contenus textes, images ou autres et de les modifier en temps réel. Le besoin de formation pour utiliser ces outils ne permet pas cependant à tous les enseignants de se sentir à l'aise avec ces outils et de pouvoir en utiliser toutes les capacités.
Il faut également mettre en garde les apprenants contre les dérives du numérique et de l'arrivée massive des cours en ligne qui ne permettent pas toujours des interactions aussi riches qu'en présentiel.

## Pédagogie et psychanalyse
Freud, selon C. Millot, « espéra que la pédagogie éclairée par la psychanalyse sur le fonctionnement du psychisme et la nature de son développement, pourrait réformer ses méthodes et ses objectifs et devenir un instrument prophylactique. Il dut renoncer à cet espoir. Les tentatives de réformes pédagogiques inspirées par la psychanalyse confirment que les conflits psychiques sont inélucatbles et qu’aucune méthode pédagogique ne peut en préserver l’enfant. La découverte de l’Inconscient a pour corollaire d’invalider toute tentative d’édifier une science pédagogique qui permettrait de déterminer les moyens à employer pour atteindre un but donné. Du fait de l’existence de l’Inconscient, l’essentiel du développement psychique de l’individu échappe à toute tentative de maîtrise. Le savoir sur l’Inconscient acquis dans l’expérience psychanalytique ne peut être appliqué par la pédagogie, car si la psychanalyse éclaire les mécanismes psychiques sur lesquels se fonde le processus éducatif, cet éclairage n’accroît pas la maîtrise de ce processus. […] La psyhanalyse ne peut intéresser l’éducation que dans le champ de la psychanalyse même : par la psychanalyse de l’éducateur et par celle de l’enfant. Chez l’enfant pour lever le refoulement ; chez l’éducateur afin qu’il sache ne pas abuser de son rôle et se déprendre du narcissisme, afin qu’il évite l’écueil qui consisterait à mettre l’enfant à la place de son Moi-Idéal ».

#### Méthodes
- Apprentissage collaboratif
- Coaching pédagogique
- École mutuelle
- Formation en ligne
- Expérimentation assistée par ordinateur
- Enseignement mutuel (Lernen durch Lehren - LdL)
- Méthodes en pédagogie active
- Méthode d'apprentissage cognitif
- La méthode des cas
- Contrat pédagogique

#### Sur la déscolarisation
- Catherine Baker
- Instruction à la maison

#### L'enseignement des adultes
- Andragogie
- Autoformation
- Coaching
- Vulgarisation

#### Listes et catégories
- Catégorie:Pédagogue français
- Catégorie:Pédagogue suisse
- (en) Liste anglophone (et par pays)
- (de) Liste germanophone (et par siècle)
- Catégorie:Pédagogue du XXe siècle
- Catégorie:Pédagogue du XIXe siècle
- Catégorie:Pédagogue du XVIIIe siècle
- Catégorie:Pédagogue du XVIIe siècle
- Catégorie:Pédagogue du XVIe siècle
- Catégorie:Pédagogue en musique classique